# Кеттунен, Теодор Карлович
Теодор Карлович Кеттунен (фин. Teodor Kettunen; 1907, Ийсалми — 15 ноября 1937, Ленинград) — советский и финский актёр и театральный режиссёр.

## Биография
Кеттунен родился в семье крестьянина и работал слесарем. В 1927 году переехал в Советский Союз и два года работал на заводе в Ленинграде. Кеттунен также был принят в ВКП(б).
Работал актером и директором Финского театра в Ленинграде до 1936 года. Поставил для театра пьесы «Устрой» и «Красный груз».
В 1937 году Кеттунен работал токарем в Астрахани. В марте того же года он был арестован, приговорен к смертной казни за контрреволюционную деятельность и 15 ноября 1937 года расстрелян в Ленинграде.